# Ride Along 2
Ride Along 2 (Polícias em Grandes Apuros (título em Portugal) ou Policial em Apuros 2 (título no Brasil)) é um filme de comédia e ação norte-americano com direção de Tim Story e estrelado por Ice Cube, Kevin Hart, Ken Jeong, Benjamin Bratt, Olivia Munn, Bruce McGill e Tika Sumpter.

## Elenco
- Ice Cube como Detetive James Payton
- Kevin Hart como Oficial Ben Barber
- Ken Jeong[3] como A.J.
- Benjamin Bratt como Antonio Pope
- Olivia Munn[4] como Maya Cruz
- Bruce McGill como Tenente Brooks
- Tika Sumpter como Angela Payton-Barber
- Glen Powell como Troy
- Sherri Shepherd como Cori
- Nadine Velazquez como Tasha
- Tyrese Gibson como Mayfield[5][6]